# Slutstycke
- Övre vänster: Slutstycket hos ett repetergevär.
- Övre höger: Slutstycke i halvöppet läge hos ett repetergevär.
- Undre vänster: Slutstycke i öppet läge hos en automatpistol.
- Undre höger: Olika låsstycken på slutstycken.

Slutstycke (av stycke i betydelsen kanon, engelska: breechblock) är den del i bakladdningsmekanismen och låsinrättningen hos bakladdade eldvapen som har till uppgift att tillsluta loppet bakåt. Det är en rörlig del placerad bakom loppet som förs in i och ur vapnets bakstycke. Syftet är att stänga och öppna pipans eller eldrörets kammare så skott kan kamras och så krutgaserna inte läcker bakåt i skottögonblicket, med undantag för bakblåsare. Slutstycket tar upp en stor del av rekylkraften och det måste därför konstrueras så att det är tillräckligt kraftigt för att tåla påfrestningarna.
Slutstycken integrerar ofta en låsmekanism så att laddningsmekanismen inte kan öppnas i skottögonblicket. I de flesta slutstycken finns också slagstift för avfyrning och i många fall även patronhållare och hylsutdragare för införande och utdragning av patronhylsa i kammaren. Huvudmassan av slutstycken utan attiraljer kallas slutstycksblock. Särskilt inom gasdrivna eldvapen krävs en ytterligare rörlig del kallad låsstycke (engelska: bolt carrier) för automatladdning, vilken färdas tillsammans med slutstycket och utför vapnets cykliska funktioner.

## Mekanismer
- Brytmekanism(en) (engelska: break action)
- Bygelmekanism (engelska: lever action)
- Cylindermekanism (engelska: bolt action)
- Cylindriskt slutstycke(en) (engelska: bolt)
- Flintlås (engelska: flintlock mechanism)
- Gaslås (engelska: gas-operation)
- Kilmekanism / blockmekanism (engelska: sliding-block action)
  - Fallblockmekanism(en) (engelska: falling-block action / Peabody-Martini action)
  - Horisontalkil (engelska: horizontal sliding-block action)
  - Vertikalkil / fallande kil (engelska: vertical sliding-block action)
  - Rullblockmekanism(en) / Remington-mekanism (engelska: rolling block action)
- Klaffmekanism
  - Framgående klaffmekanism(en) (engelska: trapdoor breechblock action)
  - Sidgående klaffmekanism(en) (engelska: side-hinged breechblock action)
- Knäledslås (engelska: toggle lock action)
- Luntlås (engelska: matchlock mechanism / firelock mechanism)
- Luntsnapplås (engelska: snap matchlock mechanism)
- Pumpmekanism (engelska: pump action)
- Rakmekanism (engelska: straight pull action)
- Rekylmekanism(en) (engelska: recoil operation)
  - Piprekyl – Princip för automatisk omladdning. Pipan går bakåt av rekylen och rörelsen överföres till mekanismen för omladdning.
    - Kort piprekyl (engelska: short recoil action)
    - Lång piprekyl (engelska: long recoil action)

  - Tungt slutstycke / slutstycksrekyl (engelska: blowback action)
    - Halvreglat slutstycke (engelska: delayed blowback action)
- Roterande kammarstycke(en) (engelska: revolver action, rotating drum)
- Roterande slutstycke(en) / vridlås (engelska: rotating bolt)
- Rullås(en) (engelska: roller locked)
  - Halvreglat rullås(en) (engelska: roller delayed blowback)
- Rörliga låsklackar(en) (engelska: flapping lock)
- Skruvmekanism (engelska: interrupted screw action)
  - Ogivalskruv
- Slaglås (engelska: caplock mechanism)
- Slagstift (engelska: firing pin / striker)
- Snapplås (engelska: snaplock mechanism)
- Stängt slutstycke (engelska: closed bolt)
- Vipplås(en) (engelska: tilting bolt)
- Öppet slutstycke (engelska: open bolt)

## Galleri

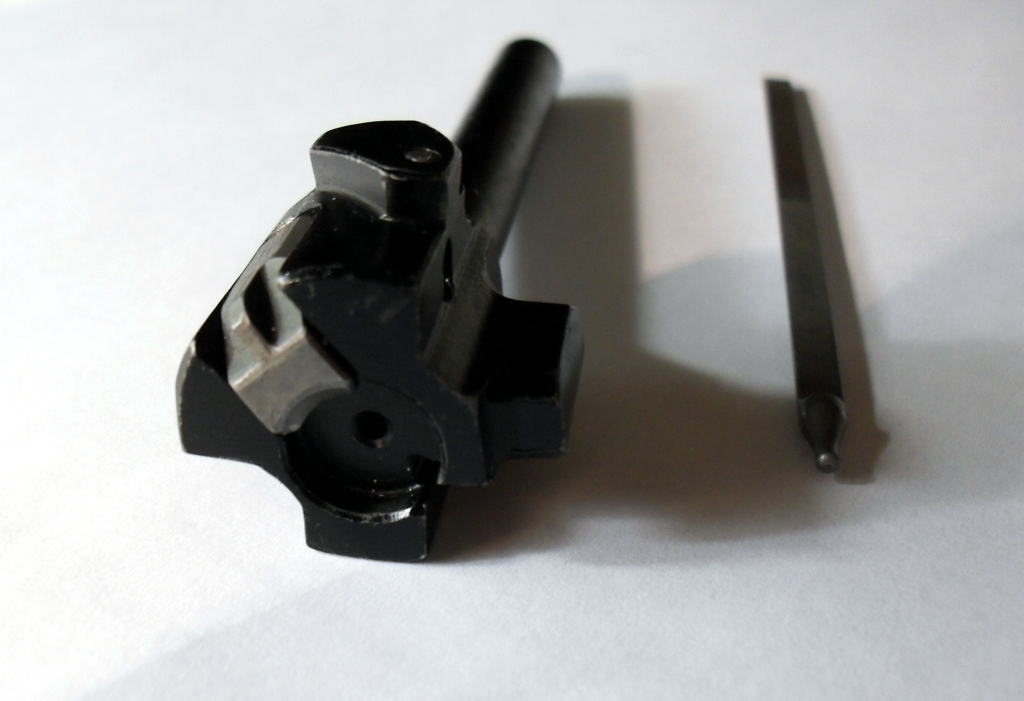
Slutstycke och slagstift för en Kalasjnikov automatkarbin.
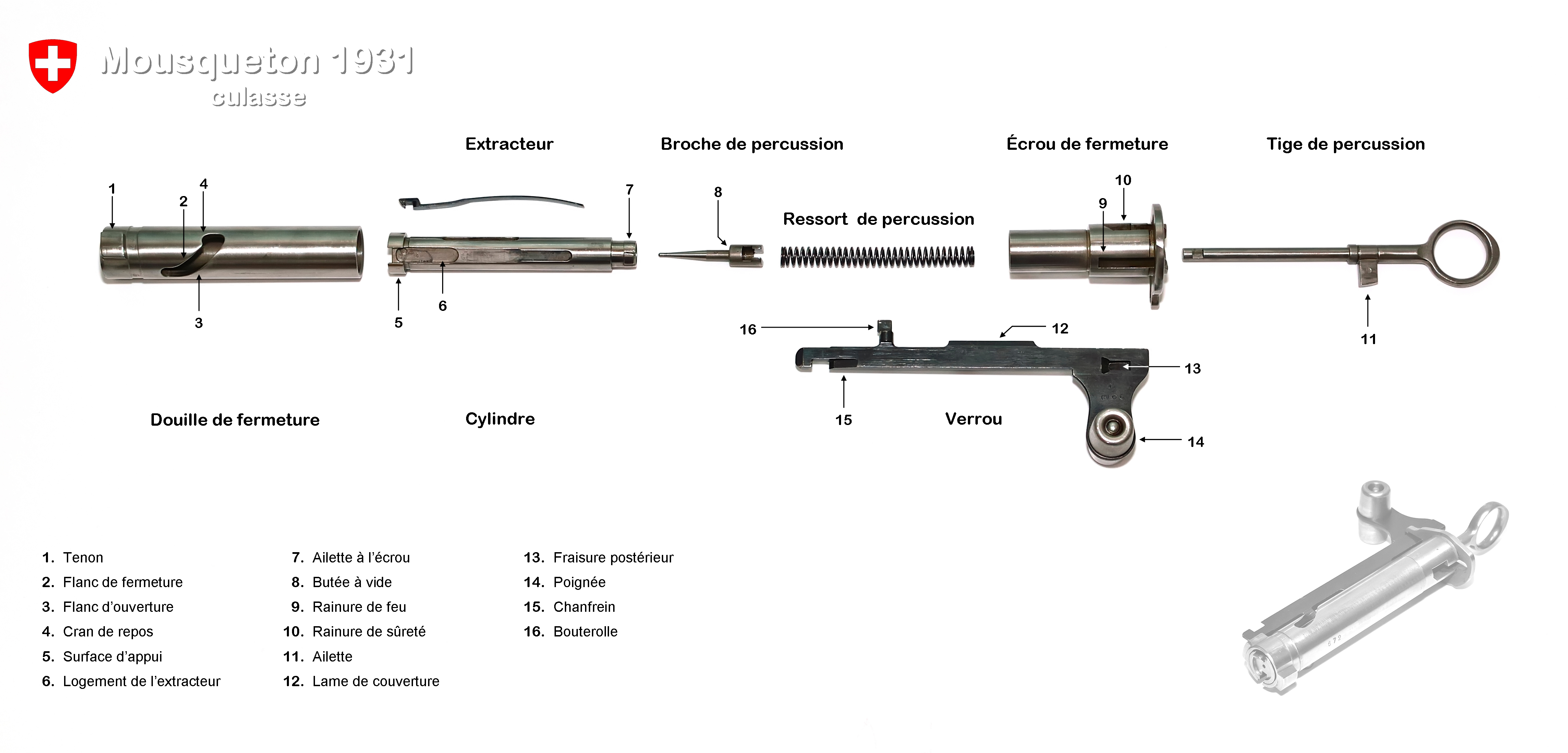
Isärtaget slutstycke för en Karabiner Modell 1931(en).